# Adolfo Castells Mendívil
Adolfo Castells Mendívil (Montevideo, 23 de maig de 1937 – ibídem, 12 de juliol de 2016) va ser un escriptor, periodista i diplomàtic uruguaià. Va estudiar Ciències Polítiques a l'Institut d'Estudis Polítics de París, amb un postgrau en Alts Estudis Internacionals per la Universidad Complutense de Madrid.

## Biografia
Va ingressar al Servei Exterior de l'Uruguai el 1962. Va desenvolupar funcions a Washington DC, Roma, Sao Paulo, París, Madrid i Londres; i va ser ambaixador a Lagos (Nigèria), Buenos Aires, Quito, l'ALADI (Montevideo) i la UNESCO (París). També va ser ministre interí d'Afers Exteriors, sotssecretari, secretari general i director de l'Escola Diplomàtica.
Castells també es va encarregar de la presidència de la Comissió Administradora del Riu de la Plata i va ser assessor especial del president de l'Uruguai. Periodista de diversos mitjans llatinoamericans i uruguaians, va publicar una col·lecció amb les seves notes El anonimato y la notoriedad. Fragmentos de una labor periodística (Quito, 1992).
Va morir el 12 de juliol de 2016 als 79 anys.

## Obres
- Crisis del Sistema Monetario Internacional. IASE, Montevideo, 1973.
- La cláusula de la Nación más Favorecida en las Relaciones Comerciales Desarrollo-Subdesarrollo. Edicions RI, París, 1974.
- La Concepción Clásica de las Relaciones Internacionales. Institut d'Estudis Polítics, Madrid, 1976.
- La Concepción Marxista de las Relaciones Internacionales. Institut d'Estudis Polítics, Madrid, 1977.
- La ONU, las Guerras y las Medias Paces. ARCA, Montevideo, 1994.
- Niño Bien (Novela). Ediciones Liris, Montevideo, 1998.
- La Gran Ilusión. El Progresismo Uruguayo. Artemisa Editores, Montevideo, 2006.
- Carnaval y Populismo Autoritario. La Realidad del Progresismo Uruguayo. [Artemisa Editores], Montevideo, 2007.